# Martín Rodríguez (Fußballspieler, 1994)
Martín Rodríguez, mit vollem Namen Martín Vladimir Rodríguez Torrejon (* 5. August 1994 in Diego de Almagro), ist ein chilenischer Fußballspieler. Der Mittelfeldspieler spielt aktuell für Deportivo Ñublense und spielte zwischen 2014 und 2018 für die chilenische Nationalmannschaft.

## Karriere

### Vereine
Rodríguez begann beim CD Huachipato mit dem Fußballspielen und bekam dort auch seinen ersten Profivertrag. Mit der Mannschaft belegte er nach der Punktspielrunde der Clausura der Saison 2012 den sechsten Platz. In den Playoffs erreichte die Mannschaft die Finalspiele gegen Unión Española. Nachdem auswärts mit 1:3 verloren wurde, konnte das Ergebnis im Rückspiel umgedreht werden, so dass das Elfmeterschießen entscheiden musste. Dieses gewann Huachipato mit 3:2. Rodríguez kam aber in den Playoffs nicht zum Einsatz. Mit dem Sieg hatte sich Huachipato für die Gruppenphase der Copa Libertadores 2013 qualifiziert, belegte dort aber hinter den beiden brasilianischen Vereinen Fluminense Rio de Janeiro und Grêmio Porto Alegre nur den dritten Platz. Rodríguez kam aber nur beim 1:1 bei Fluminense Rio Janeiro zum Einsatz. In der Übergangssaison 2013 machte sich die Mehrbelastung bemerkbar und Huachipato belegte in der Endabrechnung nur den 15. Platz. Im April 2014 erreichte er mit Huachipato das Finale der Copa Chile, verlor dieses aber mit 1:3 gegen Deportes Iquique. Als Finalist war die Mannschaft aber für die Copa Sudamericana 2014 qualifiziert, scheiterte dort allerdings wieder an einem brasilianischen Verein, diesmal am FC São Paulo im Viertelfinale. Rodríguez wurde dabei in allen sechs Spielen eingesetzt. 2015 wechselte er zum Ligakonkurrenten CSD Colo-Colo, der die Apertura 2015 gewonnen hatte und mit dem er an der Copa Libertadores 2016 teilnahm. Rodríguez kam in fünf der sechs Gruppenspiele zum Einsatz, nach denen die Mannschaft als Gruppendritter ausschied. Mit Colo Colo erreichte er 2015 und 2016 das Finale der Copa Chile. Während es 2015 im Elfmeterschießen verloren wurde, wobei er der einzige Fehlschütze war, konnte es 2016 gewonnen werden. Das 4:0 gegen Everton de Viña del Mar ist einer der vier höchsten Finalsiege des Pokalwettbewerbs (zudem noch einmal 4:0 und zweimal 5:1). Anfang 2017 erfolgte dann ein Wechsel nach Mexiko zu CD Cruz Azul. Mit Azul erreichte er das Halbfinale der Clausura 2017 Copa MX, das aber mit 0:1 gegen Monarcas Morelia verloren wurde. 2018 erfolgte der Wechsel zu UNAM Pumas und im Januar 2020 zu Monarcas Morelia. Weiter ging es 2021 zunächst zu CSD Colo-Colo und dann in die Türkei zu Altay İzmir. 2022 wechselte der zentrale Mittelfeldspieler zum D.C. United. Anfang 2025 wechselte er zurück in seine Heimat zu Deportivo Ñublense.

### Nationalmannschaft
Rodríguez wurde erstmals für zwei Freundschaftsspiele im September 2014 für die chilenische Fußballnationalmannschaft nominiert. Seinen ersten Einsatz in der A-Nationalmannschaft hatte er am 10. September 2014 beim 1:0 gegen Haiti, wobei er in der 66. Minute eingewechselt wurde. Danach kam es aber zunächst zu keinen weiteren Einsätzen und er wurde weder für die Copa América 2015 in seiner Heimat Chile noch die Copa América Centenario 2016 nominiert, die Chile jeweils im Elfmeterschießen gegen Argentinien gewann. Am 19. Mai nominierte ihn Chiles Trainer Juan Antonio Pizzi für einen vorläufigen Kader mit 17 Spielern, die Chile beim FIFA-Konföderationen-Pokal 2017 vertreten sollen. Am 2. Juni wurde er dann auch für den kompletten Kader berücksichtigt. Er war dabei mit nur einem Länderspiel der Chilene mit den wenigsten Länderspielen, kam dann aber in den drei Vorbereitungsspielen gegen Burkina Faso, Russland und Rumänien zu weiteren Einsätzen.

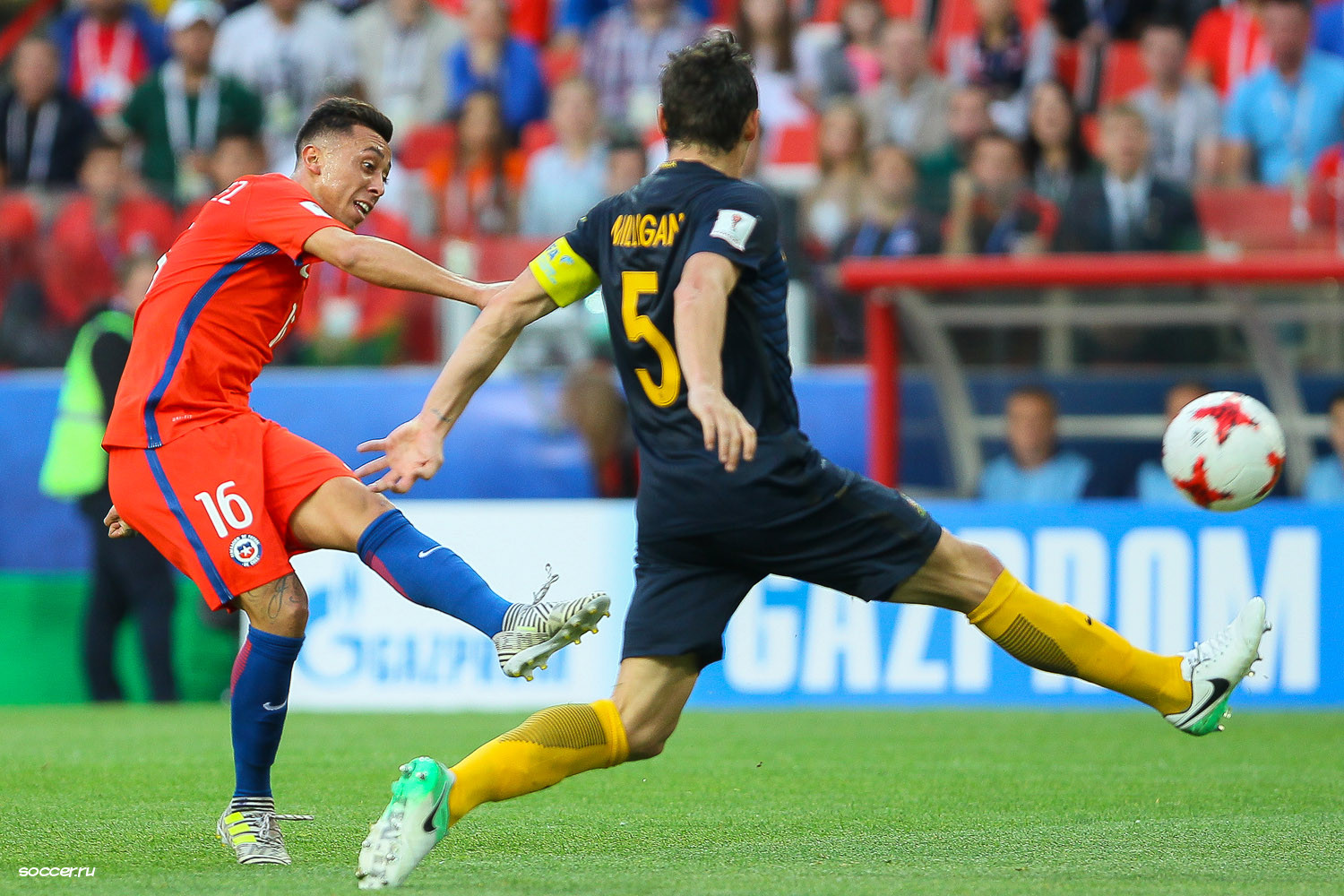
Rodríguez (li.) im Spiel gegen Australien

Bei dem Turnier in Russland wurde er erstmals im zweiten Gruppenspiel gegen Weltmeister Deutschland in der 82. Minute eingewechselt. Im letzten Gruppenspiel gegen Australien wurde er zur zweiten Halbzeit beim Stand von 0:1 eingewechselt. In der 67. Minute gelang ihm mit seinem ersten Länderspieltor der Ausgleichstreffer zum 1:1-Endstand, mit dem sich Chile für das Halbfinale qualifizierte. Hier wurde er in der 86. Minute gegen Portugal eingewechselt und da auch ihm kein Tor gelang, kam es nach 120 torlosen Minuten zum Elfmeterschießen. Da drei seiner Mitspieler verwandelten und Torhüter Bravo drei Elfmeter der Portugiesen hielt, erreichte Chile das Finale. Hier trafen die Chilenen erneut auf Deutschland, Rodríguez kam aber bei der 0:1-Niederlage nicht zum Einsatz. Bei den folgenden gegen Paraguay und Bolivien verlorenen WM-Qualifikationsspielen stand er nicht im Aufgebot. Die Chilenen verpassten letztlich die WM durch eine 0:3-Niederlage am letzten Spieltag gegen Rekordweltmeister Brasilien.

## Erfolge
Huachipato
- Primera División: 2012-C

Colo-Colo
- Primera División: 2015/16-A
- Copa Chile: 2016, 2021